# Tipula (Microtipula) intemperata
Tipula (Microtipula) intemperata is een tweevleugelige uit de familie langpootmuggen (Tipulidae). De soort komt voor in het Neotropisch gebied.